# Инчукалнское подземное хранилище газа
Инчукалнское подземное хранилище газа (Инчукалнское ПХГ, Inčukalna pazemes gāzes krātuve) — действующее подземное хранилище природного газа в Латвии. С 2017 года является структурным подразделением оператора магистральных газопроводов AS Conexus Baltic Grid. Единственное действующее хранилище природного газа в Прибалтике и третье по величине ПХГ в водоносных слоях после Касимовского ПХГ (Россия, Рязанская область) и Шемери (Франция). Спроектировано и обустроено в беспрецедентно короткие сроки в начале 1960-х годов по проекту институтов «Гипроспецгаз» и ВНИИГАЗ под руководством доктора технических наук С. Н. Бузинова, первый газ в пласт-коллектор закачан в 1968 году.
Газохранилище создано для сезонного хранения и снабжения природным газом и балансирования сети магистральных газопроводов Северо-Запада СССР (Прибалтика, Ленинградская и Псковская область). В отопительный сезон природный газ из Инчукалнского ПХГ поставляется потребителям не только в Латвии, но и в Эстонии, России и Литве. В 2000-е годы газохранилище использовалось не полностью из-за снижения потребления газа в Прибалтике.

## Характеристика
Хранилище природного газа создано в слое пористого песчаника на глубине около 700 м, перекрытого слоями непроницаемых пород — глины, образующей купол, предотвращающий растекание газа за пределы хранилища. Это подземное газохранилище площадью 25 км² простирается от Мурьяни почти до Инциемса. Большая часть его территории находится в Сигулдском крае, небольшая часть на юге также в Саулкрастском крае. Надземная застройка производственного комплекса занимает около 30 га и находится в Сигулдском крае, к югу от Раганы.
Вместимость Инчукалнского подземного хранилища газа в 2000-е годы доведена до 4,47 млрд м³, из которых 2,32 млрд м³ составляет активный (регулярно откачиваемый) природный газ. Ёмкость хранилища может быть увеличена до 3,2 млрд м³ активного газа.
Инчукалнское ПХГ считается одним из лучших по производительности среди газохранилищ в терригенных отложениях: мощность отбора газа здесь составляет до 30 млн м³ в сутки (при максимальном прогнозе отбора в самые холодные дни к 2035 году до 28 млн м³, из которых на Латвию приходится 12,1 млн, на Эстонию 4,1 млн, Литву 6,8 млн, Псковскую область 5,1 млн. Дебиты отдельных скважин в Инчукалнсе достигают 1 млн м³ в сутки. На газохранилище имеются 93 эксплуатационные скважины, способные после относительно небольшой реконструкции (оборудование всех скважин индивидуальными шлейфами, строительство нового сборного пункта) могут увеличить суточную производительность хранилища до 35 млн м³ в сутки.
После строительства подземного газопровода между Эстонией и Финляндией Baltic Connector Инчукалнское ПХГ также стало региональным регулятором неравномерности транзитной системы поставок газа.
Переход Европы на возобновляемые источники энергии, трудно поддающиеся диспетчеризации, увеличивает необходимость резервирования мощностей за счёт ТЭЦ, работающих на газе, для чего опять-таки нужны резервные запасы в ПХГ.
Инчукалнское ПХГ является объектом повышенной опасности.

## История
В начале 1950-х годов с началом массовой газификации в СССР советские геологи установили, что через всю Прибалтику на различных глубинах (от 300 до 2200 м) протянулся пласт пористого песчаника, который мог содержать природный газ или нефть. После бурения контрольных скважин было определено, что в этом подземном горизонте нет полезных ископаемых, он заполнен водой. Было выявлено, что пласт песчаника на глубине 700 м в районе Инчукалнса покрыт сверху водонепроницаемыми глинами, имеющими форму каски. Аналогичные геологические структуры — пласт-коллекторы — были выявлены в районе Добеле. В Эстонии аналогичные структуры находятся гораздо ближе к поверхности земли — на глубине около 300 м, что, учитывая высокое давление газа, недостаточно для того, чтобы сделать хранилище безопасным. С другой стороны, в Литве и на некоторых близлежащих к Прибалтике территориях России такие пласты залегают слишком глубоко — 2200-3000 м, что делает обустройство хранилищ экономически не выгодным.
Руководитель разработки проекта Инчукалнского ПХГ Станислав Бузинов был приверженцем сбалансированного развития газотранспортной системы, в которой ПХГ выполняют роль регулирования поставок при росте потребности. «Надо делать хранилища, чтобы газопровод работал как часы — постоянно давал одно и то же количество газа», — указывал учёный. Но и стремиться удовлетворять все потребности в газе только из хранилища тоже не надо. Если возникает резкий пик, на несколько дней, можно переходить на другие виды топлива — тот же уголь. Развитие хранилищ требует больших затрат, да и подключение к газопроводам тоже.
Сценарии расширения газотранспортных объектов Бузинов строил на математических моделях, которые позволяют сделать безошибочный расчёт по давлению, пропускной способности с погрешностью не более 5 %.
Согласно распоряжению Совета Министров СССР, в 1966 году было начато обустройство Инчукалнского подземного хранилища газа, которое было завершено 9 августа 1968 года. Первые 92 млн м³ газа, первоначально полученные с Украины, были закачаны в хранилище летом 1968 года.
В 1972 году было завершено строительство ответвления от магистрального газопровода, соединившее Латвию и Западную Сибирь.

## Операционные процессы ПХГ
Основной задачей наземного и подземного технологического оборудования ПХГ является обеспечение закачки и отбора природного газа из пласта-коллектора. Перед закачкой природный газ проходит фильтрацию от твердых частиц и нефти и измеряется. Далее природный газ поступает в компрессорный цех, где его давление повышают с 35 бар в магистральном газопроводе до максимальных 105 бар. Для этого используются 6 моторно-компрессорных агрегатов общей мощностью 34 МВт. Повышение давления происходит в три этапа, так как при этом природный газ нагревается. Между ступенями сжатия топливо охлаждается до температуры окружающей среды в специальных охлаждающих устройствах. При достижении необходимого давления охлажденный природный газ поступает в три распределительных пункта, откуда распределяется по скважинам.
Осенью и зимой, в сезон отбора газа, он выходит естественным путём из водоносного слоя, на распределительных пунктах его давление снижается, после чего природный газ проходит через осушительно-фильтровальную установку, где освобождается от подземной влаги и примесей. Затем через измерительную станцию газ поступает в магистральный газопровод, начиная свой путь к потребителям.